# József Csoma
Pour les articles homonymes, voir Csoma.
Dans le nom hongrois Csoma József, le nom de famille précède le prénom, mais cet article utilise l’ordre habituel en français József Csoma, où le prénom précède le nom.
József Csoma, né le 27 juin 1848 à Rásony dans le royaume de Hongrie et mort le 1er mars 1917 à Abaújdevecser, était un historien, héraldiste et généalogiste hongrois, membre de l'Académie hongroise des sciences.

## Biographie
József Csoma est né dans une ancienne famille noble hongroise protestante, de Sámuel Csoma de Ragyolc (1806-1866) et de  Zsuszanna Gábriel de Csáth . Après des études de droit et une carrière d'historien/généalogiste, il devint membre de l'Académie hongroise des sciences en 1900 et président de la Magyar Heraldikai és Genealógiai Társaság, Société Hongroise de Généalogie et d'héraldisme en 1905.

## Notoriété
József Csoma est principalement connu pour ses travaux sur la généalogie et l'héraldisme du Royaume de Hongrie.

## Publications
- 1890 Vajday György czímerlevele és a Hunt-Pázmán nemzetség czímere. Turul 8, 112-120.
- Őstörténelmi nyomok Abaúj megyében (Budapest, 1890)
- Alte Grabdenkmäler aus Ungarn (tsz. Csergheő Géza; Budapest, 1890)
- Az olasz renaissance a magyar heraldikában (Budapest, 1893)
- Der Adel von Ungarn sammt den Nebenländern der St. Stephans-Krone (tsz. Csergheő Géza; Nürnberg, 1894; reprint Neustadt an der Aisch, 1982)
- Zsigmond magyar király címerlevelei (Budapest, 1896)
- Núbiában. Útirajzok 1879-ből (Kassa, 1897)
- Abaúj-Torna vármegye nemes családjai (Kassa, 1897; reprint Miskolc, 1992, Budapest, 2012)
- A nemzetségi czímerek tanulmánya (Budapest, 1900)
- Magyar nemzetségi címerek (Budapest, 1904)
- Abaúj- és Torna-vármegye történeti monográfiája (tsz. Kemény Lajos; Kassa, 1912)
- A magyar heraldika korszakai (Budapest, 1913; Máriabesnyő – Gödöllő, 2008)

## Pour approfondir